# Perchoerus
Il perchero (gen. Perchoerus) è un mammifero artiodattilo estinto, appartenente ai taiassuidi. Visse tra l'Eocene superiore e l'Oligocene medio (circa 38 - 28 milioni di anni fa) e i suoi resti fossili sono stati ritrovati in Nordamerica. 

## Descrizione
Questo animale doveva essere assai simile ai pecari attuali, con i quali era strettamente imparentato e di cui probabilmente era vicino all'origine. Rispetto a questi ultimi e ad altri animali simili della sua epoca (ad es. Thinohyus), Perchoerus era dotato di un cranio gracile e corto, di una cresta sagittale ben sviluppata, di arcate zigomatiche più sottili e di una zona occipitale meno robusta. Non vi era spazio (diastema) tra canini e premolari; il terzo molare superiore era piuttosto corto, poiché il cingulum posteriore era molto piccolo. 

## Classificazione
Il genere Perchoerus venne descritto per la prima volta da Joseph Leidy nel 1869, sulla base di resti fossili precedentemente attribuiti dallo stesso studioso al genere europeo Palaeochoerus (in realtà un antenato dei suidi). I fossili di questo animale sono stati ritrovati nella zona delle Grandi Pianure nordamericane (South Dakota, Nebraska, Colorado, Wyoming) e nell'Oregon. Si conoscono tre specie di Perchoerus: la più piccola e primitiva è P. minor, che è anche la più antica; la successiva, P. nanus, venne descritta da Othniel Charles Marsh nel 1894 ed era leggermente più grande della precedente; l'ultima ad apparire, P. probus, è anche la specie tipo del genere e la più grande e robusta. Questa differenza nella taglia e nella robustezza è particolarmente evidente nei crani, ma molto meno nella dentatura delle varie specie.

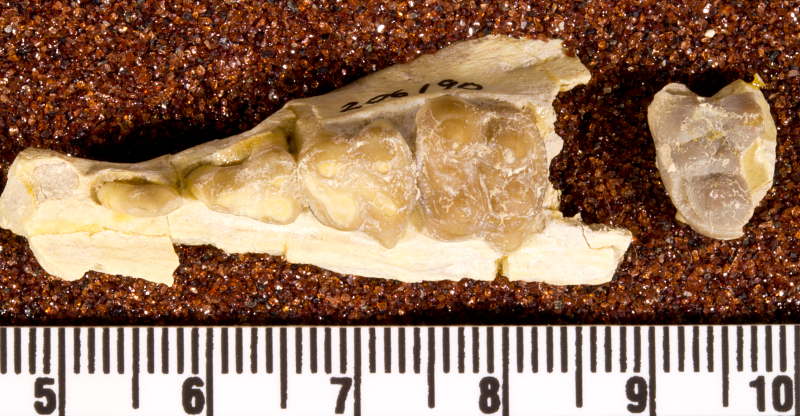
fossile di Perchoerus minor

Perchoerus è considerato, insieme a Thinohyus, uno dei più antichi e basali fra i membri dei taiassuidi, il gruppo di artiodattili affini ai suidi di cui fanno parte gli attuali pecari.